# اسدالله مبشری
اسدالله مبشری خورشیدی بهزادی (زاده ۱۲۸۸ – درگذشته ۱۳۶۹) وزیر دادگستری در دولت موقت مهدی بازرگان بوده‌است. وی وکیل دادگستری، قاضی، ادیب، شاعر و مترجم بوده و به فلسفه احاطه و با موسیقی نیز آشنایی داشت.

## پیشینه اجتماعی و سیاسی
اسدالله مبشری دانش آموختهٔ دانشکده حقوق دانشگاه تهران و دارندهٔ مدرک دکترا از فرانسه بود که در دههٔ بیست، سمت دادستان شهرهای شیراز و اصفهان را داشت. در دولت ملی مصدق، مستشار دیوان عالی کشور و مدیر کل دادگستری شد. پس از کودتای ۲۸ مرداد ۳۲ برای مدتی تحت تعقیب حکومت نظامی بود و زندانی شد.
در سال ۱۳۴۰ و به هنگام وزارت الموتی در دولت امینی به ریاست بازرسی کل کشور رسید و چند تن از افراد با نفوذ در کشور چون سپهبد علوی رئیس شهربانی، ضرغام وزیر دارایی، ابتهاج رئیس سازمان برنامه و سهیلی نخست‌وزیر سابق را به دادگاه کشیده و برخی از آنان را به زندان انداخت. در سال ۱۳۴۲ مجبور به بازنشستگی زود هنگام شد.
پس از انقلاب در دولت موقت بازرگان - که از جبهه و نهضت مقاومت ملی در دههٔ ۳۰ با او آشنایی نزدیک داشت - به سمت نخستین وزیر دادگستری پس از سقوط پادشاهی در کشور رسید، مبشری در آن هنگام در ایران نبود و در ۳ اسفند ۱۳۵۷، به کشور بازگشت تا سکاندار وزارت دادگستری شود، وی در مدت کوتاه پس از انقلاب که در پاریس بود با رئیس‌جمهور فرانسه دیدار کرد و خواستار ممانعت از ورود شاه و ابطال گذرنامه وی شد. ؛ پس از چند ماه استعفا کرده و تنها به فعالیت‌های فرهنگی پرداخت.
در دههٔ ۶۰ و به دنبال امضای بیانیه‌هایی از طرف «جمعیت دفاع از آزادی و حاکمیت ملت ایران» یک بار دیگر برای مدت کوتاهی به زندان افتاد.
سرانجام در سال ۱۳۶۹ و پس از گذراندن دورهٔ سخت بیماری درگذشت. در مراسم یادبود وی تنی چند از دوستان و نزدیکان وی از جبهه ملی و دادگستری همچون جلالی نائینی و باباشاهی آشتیانی سخنرانی کردند.

## آثار

### تألیفها
- منظومهٔ شب (سروده)
- مهاتما گاندی (مقاله)
- دیوان عالی کشور آمریکا (گردآوری)
- تراز یا روش نویسندگی[۴]

### ترجمه‌ها
- راه محمد (برگردان از عربی)
- صحیفه سجادیه (برگردان از عربی)[۵]
- فاوست از گوته (برگردان از فرانسه)
- تاریخ فلسفهٔ اسلامی از هانري كربن (برگردان از فرانسه)
- فیلسوفان بزرگ از کارل یاسپرس (برگردان از فرانسه)
- درآمدی بر فلسفه از کارل یاسپرس (برگردان از فرانسه)
- حقوق بشر از تامس پین (برگردان از فرانسه)
- مبانی مسیحیت: از نشریات شوروی (برگردان از فرانسه)
- ترجمه نهج البلاغه، دفتر نشر فرهنگ اسلامی.[۶]
- فانوس (ترجمه کتاب کشف المحجة لثمره المهجه اثر سید بن طاووس)
- مسئله فلسطین از محمد بجاوی